# Freddy Winsth
Freddy Roland Winsth, född 15 juli 1990 i Värnamo, är en svensk fotbollsspelare (försvarare) som representerar IFK Värnamo. 

## Karriär
Värnamo är hans moderklubb, och han spelade sin första tävlingsmatch för klubbens A-lag 2008. Han har sedan förlängt kontraktet, först till och med säsongen 2017 och sedan till och med säsongen 2019. I december 2019 förlängde Winsth återigen sitt kontrakt.

## Karriärstatistik
| Klubb              | Säsong             | Liga               | Liga    | Liga | Svenska cupen | Svenska cupen | Övrigt  | Övrigt | Totalt  | Totalt |
| Klubb              | Säsong             | Division           | Matcher | Mål  | Matcher       | Mål           | Matcher | Mål    | Matcher | Mål    |
| ------------------ | ------------------ | ------------------ | ------- | ---- | ------------- | ------------- | ------- | ------ | ------- | ------ |
| IFK Värnamo        | 2008               | Division 1 Södra   | 3       | 0    | 0             | 0             | —       | —      | 3       | 0      |
| IFK Värnamo        | 2009               | Division 1 Södra   | 7       | 0    | 0             | 0             | —       | —      | 7       | 0      |
| IFK Värnamo        | 2010               | Division 1 Södra   | 23      | 1    | 1             | 0             | —       | —      | 24      | 1      |
| IFK Värnamo        | 2011               | Superettan         | 11      | 2    | 2             | 0             | 2       | 0      | 15      | 2      |
| IFK Värnamo        | 2012               | Superettan         | 23      | 2    | 1             | 0             | 2       | 0      | 26      | 2      |
| IFK Värnamo        | 2013               | Superettan         | 21      | 0    | 1             | 0             | 2       | 0      | 24      | 0      |
| IFK Värnamo        | 2014               | Superettan         | 30      | 0    | 4             | 0             | —       | —      | 34      | 0      |
| IFK Värnamo        | 2015               | Superettan         | 28      | 0    | 1             | 0             | —       | —      | 29      | 0      |
| IFK Värnamo        | 2016               | Superettan         | 29      | 1    | 4             | 0             | —       | —      | 33      | 1      |
| IFK Värnamo        | 2017               | Superettan         | 30      | 3    | 4             | 0             | —       | —      | 34      | 3      |
| IFK Värnamo        | 2018               | Superettan         | 28      | 1    | 4             | 0             | 2       | 0      | 34      | 1      |
| IFK Värnamo        | 2019               | Division 1 Södra   | 27      | 2    | 0             | 0             | —       | —      | 27      | 2      |
| IFK Värnamo        | 2020               | Division 1 Södra   | 29      | 3    | 0             | 0             | —       | —      | 29      | 3      |
| IFK Värnamo        | 2021               | Superettan         | 28      | 1    | 0             | 0             | —       | —      | 28      | 1      |
| IFK Värnamo        | 2022               | Allsvenskan        | 19      | 0    | 3             | 0             | —       | —      | 22      | 0      |
| IFK Värnamo        | Totalt             | Totalt             | 336     | 16   | 22            | 0             | 8       | 0      | 350     | 16     |
| Totalt i karriären | Totalt i karriären | Totalt i karriären | 336     | 16   | 22            | 0             | 8       | 0      | 350     | 16     |

1. ↑  Nedflyttningskvalmatcher mot Väsby United.
2. ↑  Nedflyttningskvalmatcher mot Lunds BK.
3. ↑  Nedflyttningskvalmatcher mot Dalkurd FF.
4. ↑  Nedflyttningskvalmatcher mot Syrianska FC.'"`UNIQ--ref-0000000A-QINU`"''"`UNIQ--ref-0000000B-QINU`"'